# Blättchen
Als Blättchen werden in der Botanik die völlig getrennten Abschnitte der Blattspreiten von gefiederten oder gefingerten Laubblättern bezeichnet. Auch wenn gesamte Blätter mancher Pflanzen teilweise sehr klein sein können, darf man von ihnen nie als „Blättchen“ sprechen, außer bei Moosen.
Bei gefiederten Blättern können beispielsweise die seitlichen Blättchen kurzgestielt, das endständige Blättchen langgestielt sein.

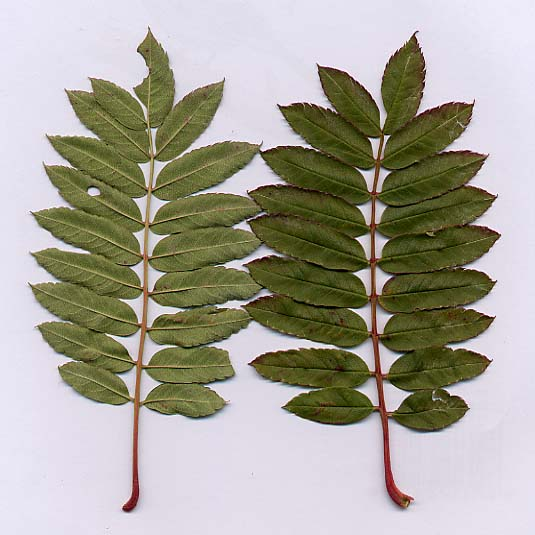
Gefiederte Blätter einer Eberesche (Sorbus spp.) mit 18 gegenständigen kurzgestielten seitlichen Blättchen und einem langgestielten Blättchen an der Blattspitze.
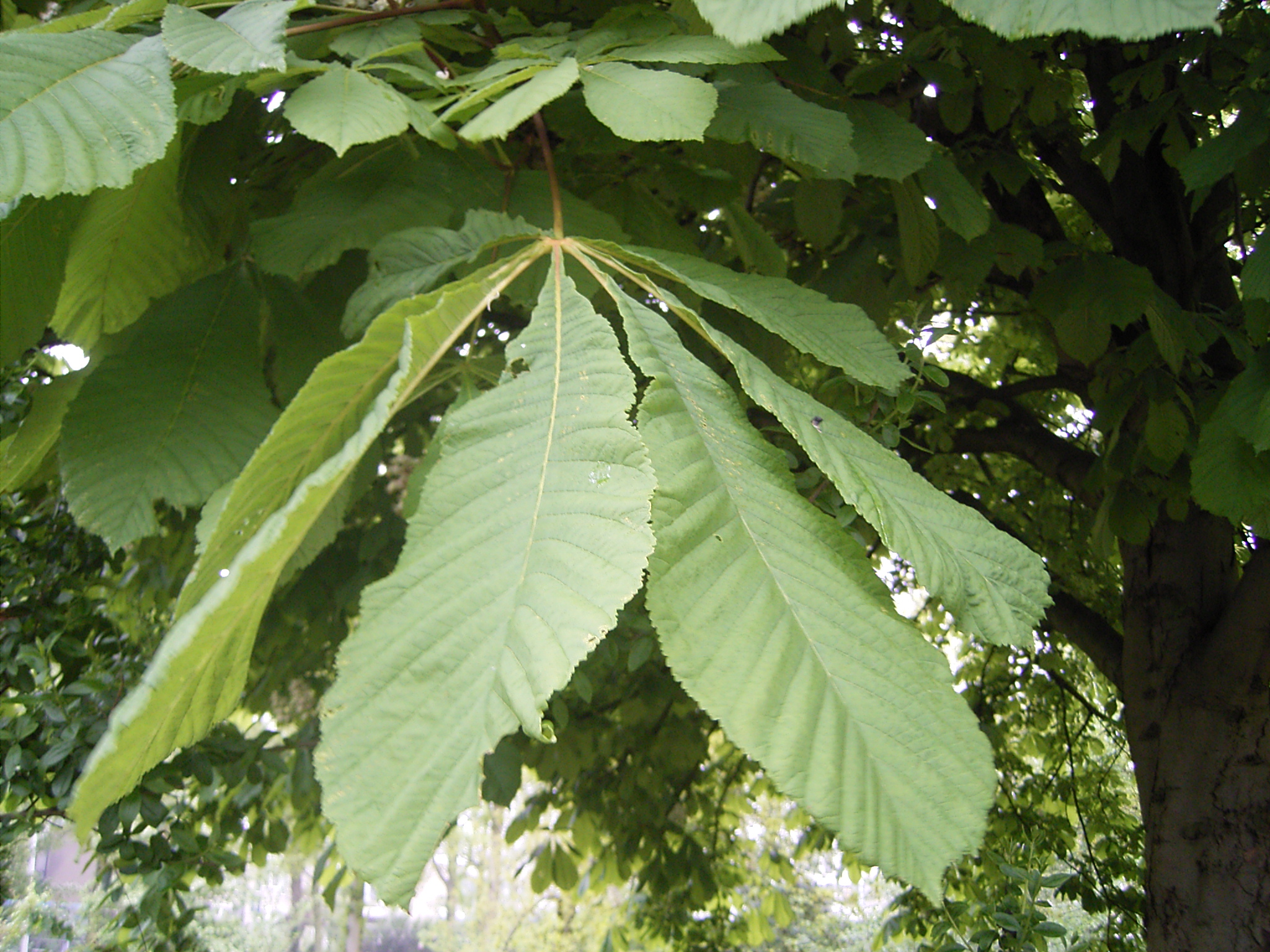
Blätter einer Rosskastanie (Aesculus hippocastanum), mit je fünf sitzenden Blättchen.
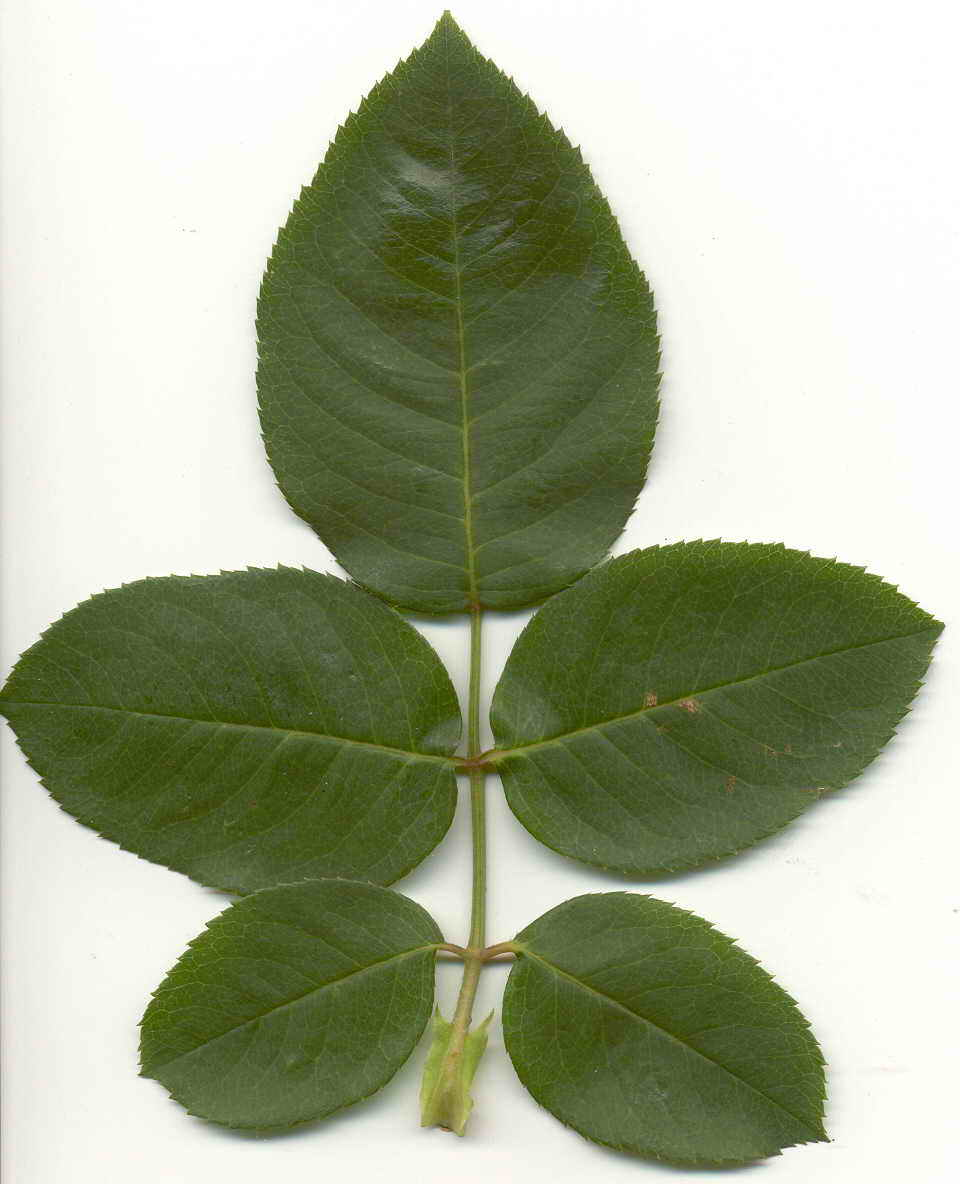
Gefiedertes Blatt einer Rose (Rosa spp.) mit vier kurzgestielten seitlichen Blättchen und einem langgestielten endständigen Blättchen
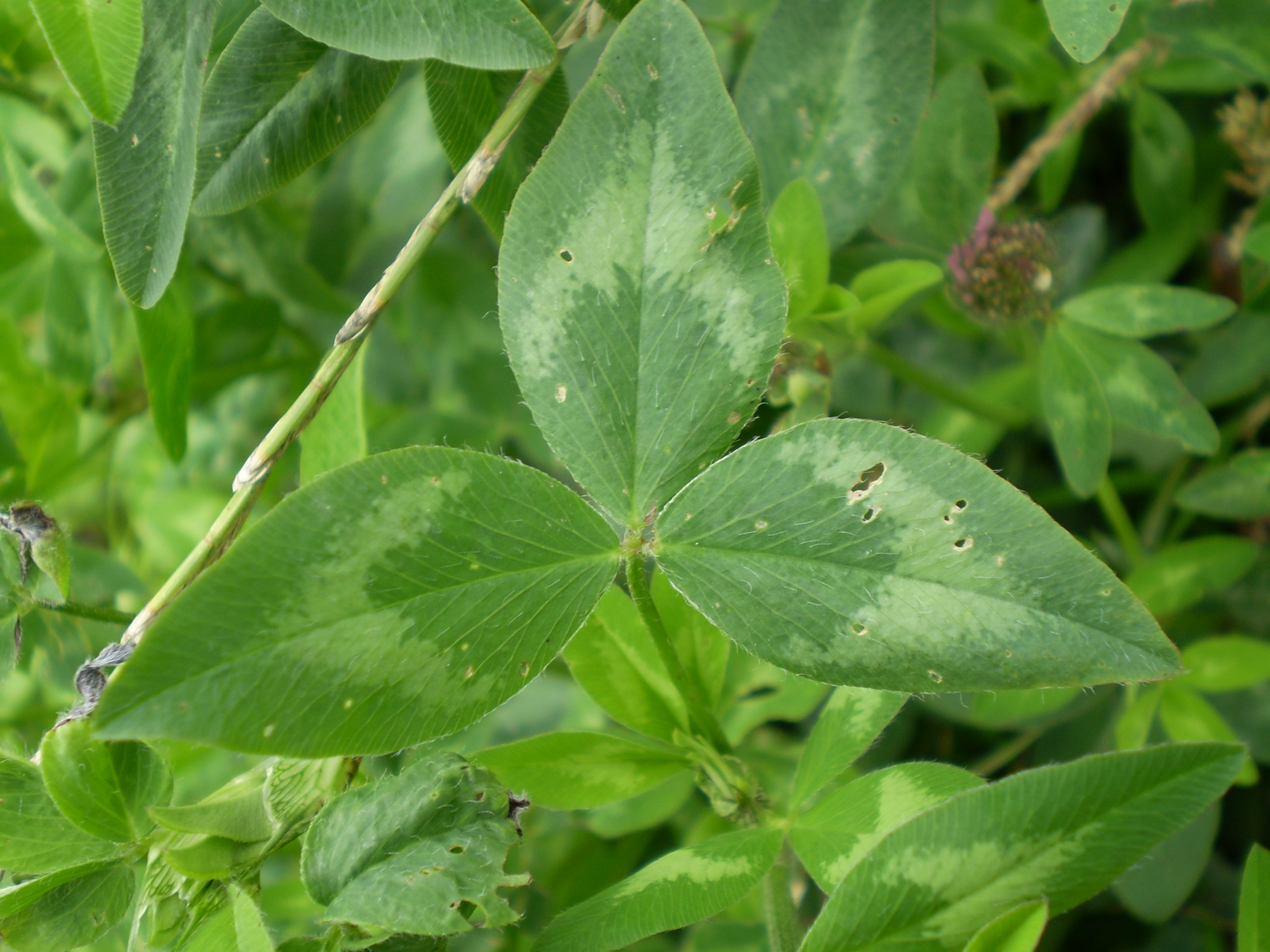
Dreiteiliges Blatt vom Wiesen-Klee (Trifolium pratense), also mit drei Blättchen.